# كاستلنوفو دي فال دي سيسينا
كاستلنوفو دي فال دي سيسينا هي كومونا في مقاطعة بيزا في منطقة توسكانا الإيطالية ، وتقع على بعد حوالي 70 كيلومتر (43 ميل) جنوب غرب فلورنسا وحوالي 70 على بعد كم من جنوب شرق بيزا .
تقع كاستلنوفو دي فال دي سيسينا على حدود البلديات التالية: كاسولي دي إلسا ومونتيروتوندو ماريتيموو مونتييري وبومارانس وراديكوندولي وفولتيرا.